# 権藤可恋
権藤 可恋（ごんどう かれん、1995年10月11日 - ）は、佐賀県鳥栖市出身の日本の女子プロゴルファーである。所属はボートピアみやき。

## 経歴
福岡第一高等学校卒業。
10歳からゴルフを始める。
アマチュア時代の主な経歴として2012年高校2年時に「全国高等学校ゴルフ選手権大会」（女子・個人の部）優勝、2013年の「HANDA CUP 日韓対抗中学・高校生ゴルフ選手権」（女子の部）優勝メンバー等がある。
高校卒業後の2014年日本女子プロゴルフ協会（LPGA）最終プロテストに進出して65位タイで不合格。同年ファイナルクォリファイングトーナメントに進出し54位となる。
2015年からTPD単年登録者（呼称は当時）としてツアーに参戦。
その後LPGA最終プロテストには2015年（29位タイ）、2016年（26位タイ）と2回進出したが不合格、翌年以降は出場していない。
QTランキング4位でスタートした2018年は、「第1回リランキング」5位、「第2回リランキング」10位と年間を通して出場資格を得た。最終的にLPGAツアー35試合に出場、年間獲得賞金ランキング（賞金ランク）39位で初のシード入り。
LPGA会員制度改正に伴い「2018年シード獲得」の資格でLPGA入会を申請し、同時期に申請したフェービー・ヤオ、ペ・ヒギョン、ユン・チェヨン、ジョン・ジェウン、カリス・デイビッドソンと共にLPGA90期生となる、日本人としては初の新制度（2018年2月導入のシード獲得による入会）適用となった。
2019年からボートピアみやき所属となる。同年は賞金ランク75位でシード入りを果たせなかった。